# Májusi nyilatkozat
A májusi nyilatkozat (szerbhorvátul: Majska deklaracija/Мајска декларација) az Ausztria-Magyarországon belüli délszlávok lakta területek egyesítésére irányuló politikai követelések kiáltványa volt, amelyet 1917. május 30-án terjesztettek a bécsi Birodalmi Tanács elé. Szerzője Anton Korošec, a Szlovén Néppárt vezetője. A dokumentumot Korošec és harminckét másik tanácsi küldött írta alá, akik a kettős monarchia ciszlajtániai részén – a szlovén földeken, a Dalmáciában, az Isztrián és a Bosznia-Hercegovinai Kondomíniumon – fekvő délszláv területeket képviselték. A nyilatkozatot aláíró küldöttek akkoriban Jugoszláv Klub néven voltak ismertek.

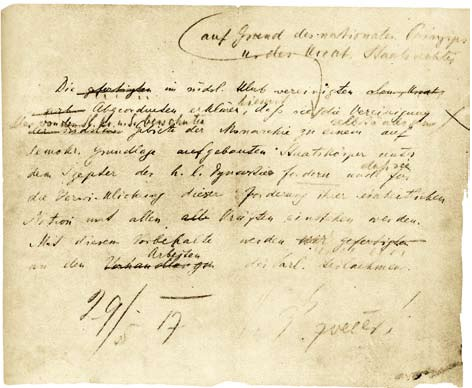
A májusi nyilatkozat Anton Korošac által írt szövegtervezete

A májusi nyilatkozatot a horvát-szlavónországi horvát politikusok általában kedvezően fogadták, de a bosnyákok, valamint a boszniai és a horvátországi szerbek ellenkeztek vagy közönbösek voltak vele szemben. A nyilatkozat nyomást gyakorolt a Szerb Királyság kormányára is, amely fő első világháborús célja, a területi terjeszkedés miatt veszélyeztette a nyilatkozat célkitűzéseit. Ez arra késztette a Szerb Királyság kormányát, hogy kiemelten kezelje a korfui nyilatkozat megszövegezését, a Jugoszláv Bizottság pedig a közös államban való egyesülés elveit vázolta fel az akkori Ausztria-Magyarországon, Szerbiában és Montenegróban élő délszlávok számára. Az osztrák-magyar hatóságok 1918 májusában megtiltották a májusi nyilatkozat támogatását.

## Előzmények
Az első világháború idején Ausztria-Magyarország délszláv lakossága – horvátok, szerbek, szlovének és bosnyákok – lakta részein nyomás alakult ki egy trialista reform illetve egy, a birodalomtól független közös délszláv állam létrehozása érdekében. Ez utóbbit a jugoszláv eszmék megvalósításával és a Szerb Királysággal való egyesüléssel akarták elérni. Szerbia a háborút a területi terjeszkedés lehetőségének tekintette. A háborús célok meghatározásával megbízott bizottság a Habsburg területek délszlávok lakta részei – Horvát-Szlavónország, Szlovénia, Vajdaság, Bosznia-Hercegovina és Dalmácia – csatolásával dolgozta ki a jugoszláv állam létrehozásának programját. A niši nyilatkozatban Szerbia Nemzetgyűlése bejelentette a „felszabadítatlan testvérek” felszabadításáért és egyesüléséért folytatott küzdelmet. Ezzel a céllal ellentétben az antant a Német Birodalom befolyásának ellensúlyaként Ausztria-Magyarország további létezését részesítette előnyben.
1915-ben hivatalos felhatalmazás nélkül, ad-hoc csoportként létrejött a Jugoszláv Bizottság. A részben a szerb kormány által finanszírozott bizottság értelmiségi, illetve a délszlávok érdekeit képviselő osztrák-magyar politikusokból állt. A bizottság elnöke Ante Trumbić lett, de legkiemelkedőbb tagja Frano Supilo, a Horvát-Szlavónországban uralkodó párt, horvát–szerb koalíció (HSK) társalapítója volt. Supilo egy Szerbiából (beleértve a Vajdaságot), Horvátországból (Horvát-Szlavónországgal és Dalmáciával), Bosznia-Hercegovinából, Szlovéniából és Montenegróból álló föderációt szorgalmazott. Ezzel egy időben szerzett a bizottság tudomást arról, hogy az antant annak érdekében, hogy az olaszokat a szövetséghez való csatlakozásra bírja, a londoni szerződés értelmében délszlávok lakta területeket ígért Olaszországnak. A bizottsági tagok többsége Dalmáciából származott, és a londoni szerződést olyan fenyegetésnek tekintették, amelyet csak Szerbia segítségével lehetett ellensúlyozni.
A nemzetközi támogatás csak 1917-ben kezdett fokozatosan eltávolodni Ausztria-Magyarország megőrzésének gondolatától. Abban az évben Oroszország tárgyalásokat kezdeményezett az orosz forradalom utáni béke megteremtése érdekében, míg a háborúba belépett Amerikai Egyesült Államok, amelynek elnöke Woodrow Wilson volt, az önrendelkezés elvét szorgalmazta. Ennek ellenére Wilson tizennégy pontos beszédében csak autonómiát ígért Ausztria-Magyarország népeinek. Az Osztrák-Magyar Monarchia megőrzésének gondolatát még a breszt-litovszki béke 1918. márciusi aláírása előtt sem adták fel, ekkorra azonban a szövetségesek meggyőződtek arról, hogy a monarchia nem tud ellenállni a kommunista forradalomnak.

## A nyilatkozat és fogadtatása
A bécsi Osztrák-Magyar Birodalmi Tanács délszláv képviselői lengyel és cseh kollégáik hasonló példáját követve egy jugoszláv parlamenti csoportba, az ún. Jugoszláv Klubba szerveződtek. A képviselők a ciszlajtán országokat (Szlovéniát, Dalmáciát, Isztriát és Bosznia-Hercegovinát) képviselték. A Jugoszláv Klub elnöke a Szlovén Néppárt (SLS) vezetője, Anton Korošec volt. Huszonhárom klubtag szlovén, tizenkettő horvát, kettő pedig szerb volt. 1917. május 30-án a Jugoszláv Klub 33 tagja nyilatkozatot nyújtott be, amelyben a horvátok, szlovének és szerbek lakta Habsburg területek egyesítését követelték egy demokratikus, szabad és független államban, mely továbbra is a Habsburg Birodalmon belül szerveződött volna. Az aláírók között volt Korošec és két másik prominens szlovén politikai vezető – a Karniolai Hercegség kormányzója, Ivan Šusteršič és Janez Evengelista Krek. A követelés a nemzeti önrendelkezés elvére és a horvátok államalkotási jogára hivatkozva fogalmazódott meg.
A májusi nyilatkozatot először Horvátországban a Jogok Pártjának (SSP) Mile Starčević vezette frakciója üdvözölte. Az SSP vezetője, Ante Pavelić a felvilágosult Oroszország által Európában felébresztett demokratikus szellem kifejezéseként méltatta a horvát Száborban egy héttel a bécsi benyújtás után tett nyilatkozatot. Miközben nyilvánosan támogatta a nyilatkozatot, Pavelić teljesen tisztában volt azzal, hogy Bécs nem tesz engedményeket. Az SSP Tiszta Jogok Pártjává szervezett, Aleksandar Horvat vezette frankista frakciója nem támogatta a nyilatkozatot, de kijelentette, hogy ez nem akadályozza a nyilatkozatot támogatók erőfeszítéseit. A Horvát Népi Parasztpárt vezetője, Stjepan Radić csak langyos támogatást nyújtott. A nyilatkozatot különösen Antun Bauer, akkori zágrábi érsek támogatta. A HSK, mint Horvát-Szlavónország kormánypártja, valamint társalapítója és vezetője, Svetozar Pribičević figyelmen kívül hagyta a májusi nyilatkozatot.
A nyilatkozatot olyan bosnyák vezetők is ellenezték, mint a boszniai nemzetgyűlés elnöke, Safvet-beg Bašagić. Ellenjavaslatot nyújtottak be a császárnak, hogy Bosznia-Hercegovinát csatolják Magyarországhoz és ezzel bizonyos fokú autonómiát kapjanak. A boszniai szerbek tartózkodóak voltak, míg a horvátországi szerbek nagyrészt ellenezték a nyilatkozat követeléseit. A nyilatkozatot néhány olyan római katolikus is bírálta, (például Krek) akik a Habsburg Birodalmon kívüli egységes államot preferálták.
A májusi nyilatkozatot egy évig vitatták. 1918 májusában Krk római katolikus püspöke, Anton Mahnič újságcikk-sorozatot írt a nyilatkozat céljainak alátámasztására. Mahnič elkerülhetetlennek tartotta egy közös délszláv állam létrehozását, és túlnyomórészt az ilyen állam „etnikai és felekezeti együttélési” kérdéseivel foglalkozott. Erőfeszítései, akárcsak a nyilatkozat más támogatóinak illúziói 1918. május 12-én értek véget, amikor a birodalmi hatóságok megtiltották a májusi nyilatkozat további támogatását.

## Következmények
A májusi nyilatkozatnak jelentős hatása volt. A nyilatkozat amellett, hogy a délszláv egyesítés kérdésében túllépett a horvát kereteken, és megmutatta, hogy a szlovén politikai szereplők nem feltétlenül voltak lojálisak a birodalomhoz, hatással volt a szerbiai hatóságok és a Jugoszláv Bizottság gondolkodására is. A nyilatkozat megerősítette a horvátországi szerbek horvátországi politikai csoportként betöltött pozícióját is.
Az antant kereste a módját, hogyan kössön különbékét Ausztria-Magyarországgal, ezzel elszakítva azt Németországtól, mellyel hatalmas probléma elé állította a görögországi Korfu szigetére száműzött szerb kormányt. A szerbek egy ilyen különbéke esetén az Ausztria-Magyarországon belüli délszláv területek trialista megoldásának jelentős kockázatával szembesültek volna, és ezzel minden esélyt elvesztettek volna a meghirdetett szerb háborús célok teljesítésére.
A Jugoszláv Bizottság is nyomás alá került. Azt állította, hogy az Ausztria-Magyarországon belüli délszlávok nevében beszél, de valójában a saját érdekeit képviselte. A májusi nyilatkozat által a Jugoszláv Bizottság és Szerbia kormánya elé állított kihívás, amely megfosztotta őket a délszláv egyesülési folyamat kezdeményezésétől, arra késztette őket, hogy fontolóra vegyék a délszláv területek egyesítési programjának kidolgozását Ausztria-Magyarországon belül, illetve azon kívüli prioritással. Június 15. és július 20. között Korfun tárgyalás sorozatot tartottak, és annak ellenére, hogy a tervezett közös állam kormányzati rendszerével kapcsolatban gyökeresen eltérő nézetek uralkodtak, megpróbáltak konszenzusra jutni. A kérdésben nem született megállapodás, így született meg a korfui nyilatkozat, mely mellőzte ezt az kérdést, és a határozatlan minősített többséggel való döntést az alkotmányozó nemzetgyűlésre bízta.
1918. március 2–3-án Zágrábban konferenciát tartottak, amelyen többek között az SSP, az SLS, a Nemzeti Haladó Párt és a HSK másként gondolkodó képviselői vettek részt. A találkozó elkészítette a délszlávok politikai egyesítéséről szóló zágrábi határozatot. Ahogy Ausztria-Magyarország központi hatóságai 1918-ban fokozatosan felbomlottak, a hatalmi vákuum betöltésére tartományi nemzeti tanácsokat hoztak létre, és júliusra bevezették a párhuzamos közigazgatást. Októberre Zágrábban megalakult a Szlovének, Szerbek és Horvátok Nemzeti Tanácsa, mint az osztrák-magyar délszláv területek de facto kormánya.

## Fordítás
Ez a szócikk részben vagy egészben  a   May Declaration című angol Wikipédia-szócikk ezen változatának fordításán alapul.  Az eredeti cikk szerkesztőit annak laptörténete sorolja fel. Ez a jelzés csupán a megfogalmazás eredetét és a szerzői jogokat jelzi, nem szolgál a cikkben szereplő információk forrásmegjelöléseként.